# William Gregory
William George Gregory (Lockport, 14 mei 1957) is een Amerikaans voormalig ruimtevaarder. Gregory zijn eerste en enige ruimtevlucht was STS-67 met de spaceshuttle Endeavour en begon op 2 maart 1995. Deze missie was een vervolg op STS-35 waar onderzoek gedaan werd met Astro-1. Tijdens STS-67 werd onderzoek gedaan met Astro-2.
Gregory werd in 1990 geselecteerd door NASA. In 1999 verliet hij NASA en ging hij als astronaut met pensioen.